# Sven Godlund
Sven Axel Ingemar Godlund, född 26 januari 1921 i Kågeröds församling, Malmöhus län, död 9 februari 2006 i Lunds domkyrkoförsamling, Lund, var en svensk kulturgeograf.
Godlund blev filosofie licentiat vid Lunds universitet 1950, filosofie doktor 1954 på avhandlingen Busstrafikens framväxt och funktion i de urbana influensfälten och docent där samma år. Han var byråsekreterare vid Försvarsstaben 1954–55, byrådirektör vid Väg- och vattenbyggnadsverket 1955–57, docent vid Stockholms högskola 1957–60, t.f. professor 1960–61, universitetslektor vid Handelshögskolan i Göteborg 1961–62 och professor i geografi, särskilt kulturgeografi med ekonomisk geografi, vid Göteborgs universitet 1962–86 (t.f. 1961). 
Godlund var bland annat ledamot och ordförande i kanaltrafikutredningen 1961–67, expert i länsförvaltningsutredningen 1962–67, sakkunnig i europeiska transportministerkonferensen i Paris 1962–67, expert i långtidsutredningen 1964–66, länsindelningsutredningen 1964–67, Öresundsutredningen 1964–67, ledamot av vägkostnadsutredningen från 1965 och av Statistiska centralbyråns vetenskapliga råd 1965–68.
Godlund är gravsatt i minneslunden på Kvibergs kyrkogård i Göteborg.